# Форт Венанго
Форт Венанго (англ. Fort Venango) — небольшой британский военный форт, основанный в 1760 году на месте слияния рек Френч-Крик и Аллегейни. Военный пост был построен на месте бывшего французского форта Машо. После того, как пал форт Ниагара, командующий фортом Преск-Иль отправился в форты Ле-Бёф и Машо, и приказ офицерам и солдатам покинуть свои укрепления и двигаться на север. Перед уходом французы сожгли свои военные посты, чтобы сделать их недоступными для британцев.
Британцы назвали форт в честь близлежащей деревни манси-делаваров Венанго. Во время Восстания Понтиака военный пост был захвачен индейцами. Воины из племени сенека, входившего в конфедерацию ирокезов, решили присоединиться к родственным минго и захватить военные посты между озером Эри и фортом Питт. Примерно 15 июня 1763 года сенека и минго взяли форт Венанго. Они убили весь гарнизон из 15 человек, оставив командира, лейтенанта Фрэнсиса Гордона, в живых, чтобы записать письмо с перечислением их жалоб, а затем сожгли его на костре. Сам форт был сожжён дотла.